# Хуссейн, Риаз
Риаз Хуссейн (англ. Riaz Hussain; Пустой шаблон {{ВД-Преамбула}} ) — государственный и военный деятель Пакистана.

## Биография
Имел звание генерал-лейтенанта сухопутных войск Пакистана, принимал участие во Второй индо-пакистанской войне. С 1959 по 1966 год работал генеральным директором Межведомственной разведки Пакистана. Являлся первым губернатором Белуджистана: эту должность занимал с 1 июля 1970 года по 25 декабря 1971 года.

## Примечание
1. ↑  Hussain, Riaz. list of governors of Balochistan. Governors. Дата обращения: 18 ноября 2021. Архивировано 25 декабря 2018 года.
2. ↑  Hussain, Riaz. Governors etc. of Pakistan. Cssforums. Дата обращения: 18 ноября 2021. Архивировано 25 декабря 2018 года.
3. ↑  Hussain, Riaz. List of Governors of provinces. Дата обращения: 18 ноября 2021. Архивировано 3 августа 2017 года.
4. ↑  Shah, Ali. First in Pakistan. Дата обращения: 18 ноября 2021. Архивировано 18 ноября 2021 года.